# بول يموان
بول يموان (بالفرنسية: Paul Lemoine)‏ (و. 1878 – 1940 م) هو جيولوجي، وكيميائي، من فرنسا، ولد في باريس، توفي في باريس، عن عمر يناهز 62 عاماً.